# Palkó Dárdai
Palkó Dárdai, né le 24 avril 1999 à Berlin en Allemagne, est un footballeur international hongrois qui évolue au poste d'ailier droit au Hertha Berlin.

## Biographie

### En club
Né à Berlin en Allemagne, Palkó Dárdai est formé par le club de sa ville natale, le Hertha Berlin. Il joue son premier match en professionnel le 2 novembre 2017 contre le Zorya Louhansk en Ligue Europa. Il entre en jeu à la place d'Alexander Esswein et son équipe s'impose par deux buts à zéro.
Le 28 avril 2018, il joue son premier match de Bundesliga face au FC Augsbourg. Il entre en jeu à la place de Per Ciljan Skjelbred, lors de cette rencontre où les deux équipes se neutralisent (2-2).
Le 5 janvier 2021, lors du mercato hivernal, Palkó Dárdai rejoint le Fehérvár FC,. Il joue son premier match sous ses nouvelles couleurs le 23 janvier 2021, lors d'une rencontre de championnat contre le Újpest FC. Il entre en jeu à la place de Rúben Pinto (en) et son équipe s'impose par cinq buts à zéro. Dárdai inscrit son premier but en professionnel dès sa deuxième apparition avec le Fehérvár FC, le 30 janvier 2021 conte le Budapest Honvéd, en championnat. Titularisé ce jour-là, il égalise mais son équipe s'incline tout de même par deux buts à un.

### En équipe nationale
Palkó Dárdai représente l'Allemagne dans les sélections de jeunes. Avec les moins de 18 ans il joue deux matchs en 2017.
En mars 2021 Palkó Dárdai est convoqué avec l'équipe de Hongrie espoirs par le sélectionneur Zoltán Gera afin de participer au championnat d'Europe espoirs. Le joueur doit finalement déclarer forfait en raison d'une blessure,.

## Vie privée
Palkó Dárdai est le fils de l'ancien footballeur international hongrois Pál Dárdai. Ses frères Márton Dárdai et Bence Dárdai sont également footballeurs professionnels ,,.